# Öratjärnen (Bergs socken, Jämtland, 694719-143998)
Öratjärnen är en sjö i Bergs kommun i Jämtland och ingår i Ljungans huvudavrinningsområde. Sjön har en area på 0,118 kvadratkilometer och ligger 475,1 meter över havet. Sjön avvattnas av vattendraget Öratjärnsbäcken.

## Delavrinningsområde
Öratjärnen ingår i det delavrinningsområde (694511-144000) som SMHI kallar för Mynnar i Losjön. Medelhöjden är 475 meter över havet och ytan är 20,42 kvadratkilometer. Det finns inga avrinningsområden uppströms utan avrinningsområdet är högsta punkten. Öratjärnsbäcken som avvattnar avrinningsområdet har biflödesordning 3, vilket innebär att vattnet flödar genom totalt 3 vattendrag innan det når havet efter 196 kilometer. Avrinningsområdet består mestadels av skog (64 procent) och sankmarker (30 procent). Avrinningsområdet har 0,12 kvadratkilometer vattenytor vilket ger det en sjöprocent på 0,6 procent.